# Неверов, Валерий Константинович
Вале́рий Константи́нович Неве́ров (род. 21 июня 1964, Харьков) — советский и украинский шахматист, гроссмейстер (1991).
Участник ряда Всесоюзных турниров молодых мастеров; лучший результат показал в 1985 году, разделив 2—4-е места.
Участник 18-го чемпионата СССР по шахматам по переписке (1988—1991).
Четырежды становился чемпионом Украины: в 1983, 1985, 1988 и 1996 годах.
В составе сборной Украинской ССР победитель 19-го (последнего в истории) чемпионата СССР между командами союзных республик (1991) в Азове; также завоевал серебряную медаль в индивидуальном зачёте (играл на 4-й доске).
В составе сборной Украины участник олимпиады 2002 года.
Многократный участник личных чемпионатов Европы (2001, 2003, 2005, 2007, 2009—2010, 2012—2019, 2022—2023). Лучший результат показал в 2003 году (+5 −2 =6), что позволило ему занять 25-е место из 207.
Результаты выступлений в международных турнирах: Познань (1985) — 1—2-е; 1986 — 1-е; Тбилиси (1985) — 4—6-е места.
| Графики недоступны из-за технических проблем. См. информацию на Фабрикаторе и на mediawiki.org. |